# Mota (Słowenia)
Mota – wieś w Słowenii, w gminie Ljutomer. W 2018 roku liczyła 321 mieszkańców.
Z wsi Mote pochodził ks. Jakob Missia, arcybiskup Gorycji i pierwszy w historii kardynał narodowości słoweńskiej.